# Arab (film)
Pour les articles homonymes, voir Arab (homonymie).
Pour plus de détails, voir Fiche technique et Distribution.
Arab est un film tunisien réalisé en 1988 par Fadhel Jaïbi et Fadhel Jaziri. Il s'agit de l'adaptation de la pièce de théâtre éponyme représentée en 1987.
Les réalisateurs sont deux des créateurs du Nouveau Théâtre de Tunis, avec Mohamed Driss et Jalila Baccar. Le groupe se sépare après ce film en 1988.

## Fiche technique
- Titre original : Arab
- Réalisateur : Fadhel Jaïbi et Fadhel Jaziri
- Scénario : Fadhel Jaïbi et Fadhel Jaziri
- Musique :  Hamadi Ben Othman
- Photo : Jelliti Belgacem
- Montage : Arbi Ben Ali
- Son : Joulak Hechmi
- Pays d'origine :  Tunisie
- Langue : arabe
- Durée : 98 min
- Date de sortie : Tunisie : 1988

## Distribution
- Jalila Baccar : Houria
- Lamine Nahdi : Kuraich
- Fadhel Jaziri : Khalil
- Fethi Haddaoui : Mannubi
- Fatma Ben Saïdane : Asfour
- Zahira Ben Ammar : Arbia

## Distinctions
Lors des Journées cinématographiques de Carthage de 1988, Arab reçoit le Tanit de bronze, et Lamine Nahdi le Prix d'interprétation masculine. Le film est sélectionné en 1989 pour la Quinzaine des réalisateurs au Festival de Cannes.